# 日本とジョージアの関係
日本とジョージアの関係（グルジア語: საქართველო-იაპონიის ურთიერთობები、英語: Georgia–Japan relations）は、ジョージア国が1991年にソビエト連邦より「グルジア共和国」として独立した翌1992年に築かれた。
※本記事中、2015年4月21日以前の事項に関しては当時の官報告示および日本国政府の報道発表に従い「グルジア」の表記を用いる場合がある。

## 両国の比較
|             | ジョージア                  | 日本                            | 両国の差                    |
| ----------- | --------------------------- | ------------------------------- | --------------------------- |
| 人口        | 430万人（2014年）           | 1億2711万人（2015年）           | 日本はジョージアの約29.6倍  |
| 国土面積    | 6万9700 km²                 | 37万7972 km²                    | 日本はジョージアの約5.4倍   |
| 首都        | トビリシ                    | 東京                            |                             |
| 最大都市    | トビリシ                    | 東京                            |                             |
| 政体        | 大統領制                    | 議院内閣制                      |                             |
| 公用語      | グルジア語（ジョージア語）  | 日本語（事実上）                |                             |
| 国教        | なし                        | なし                            |                             |
| GDP（名目） | 137億5300万米ドル（2015年） | 4兆1162億4200万米ドル（2015年） | 日本はジョージアの約299.3倍 |
| 防衛費      | 3億2700万米ドル（2015年）   | 409億米ドル（2015年）           | 日本はジョージアの約125.1倍 |
| 地図        |                             |                                 |                             |

## 沿革

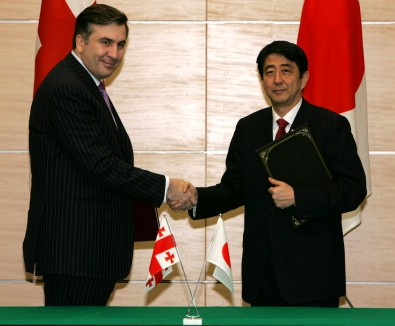
2007年首脳会談の共同声明署名式にて握手をする、ジョージアのサアカシュヴィリ大統領（左）と日本の安倍晋三首相（右）

日本国政府はかつてソ連を構成した12国の内、1991年12月にグルジア（当時）を除く11国を承認している。しかし、グルジアはCISへの未加盟、人権問題、大統領派と反大統領派の武力衝突を理由に、承認を見送っていた。その後、政治的混乱が収拾されたことで1992年4月3日に日本はグルジアを国家承認し、外交関係が樹立された。
1992年8月3日、枝村純郎駐ロシア日本大使とブリドル外務次官が外交関係開設に関わる書簡を交換し、国交を樹立した。翌1993年7月3日、枝村ロシア大使がグルジア大使を兼務する。
日本はジョージアへ、経済や文化向上のための援助を拡大し続けている。両国間における貿易収支は、日本が自動車や工業製品を輸出し、グルジアが農産物や鉱物を輸出する形で、日本側の大幅貿易黒字である。
1999年、当時のグルジア大統領エドゥアルド・シェワルナゼが公式実務訪問として来日し、2007年にはミヘイル・サアカシュヴィリ大統領が実務訪問賓客として訪れた。2014年12月にはマルグヴェラシヴィリ大統領が実務訪問賓客として来日。
2006年、東京にグルジア（現ジョージア）大使館が設置された。2008年2月には初代駐日大使としてイワネ・マチャワリアニが着任し、2月8日に信任状を捧呈した。
日本大使館は、グルジア独立以来、在ロシア大使館が兼轄し、後に在アゼルバイジャン大使館が兼轄してきた。2009年1月1日、日本は在グルジア大使館（2015年4月に「在ジョージア大使館」へ改称）を開設し、同年2月13日に蒲原正義がグルジア大使に任ぜられた。

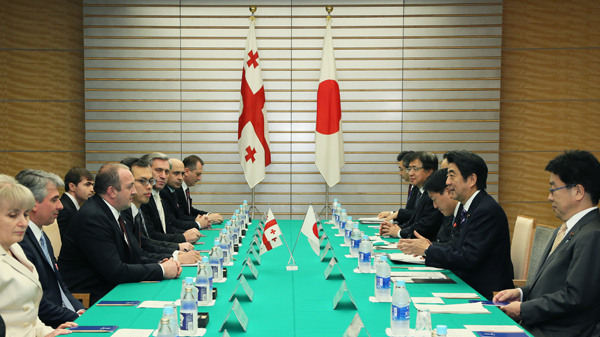
2014年10月の首脳会談

2009年3月の外相会談で、日本における「グルジア」の呼称はロシア語読みに基づいており（ジョージア#国名、ジョージアの国名も参照）、英語読みの「ジョージア」に変更してほしいと申し出ている。これはグルジア側の反露感情によるものと考えられている。なお、安倍晋三内閣総理大臣は2014年10月24日、グルジアのマルグベラシビリ大統領との首脳会談の席上、「グルジアの国名表記に関し、マルグベシビリ大統領の要請に応じて英語表記に基づいた『ジョージア』に変更する方向で検討する」旨の応答を行った。これを受けて2015年の第189通常国会にて日本政府が在外公館の名称及び位置並びに在外公館に勤務する外務公務員の給与に関する法律の改正案を提出し、4月14日に改正法が成立した。
2023年、パシフィックセンチュリープレイス丸の内に、日本ジョージア商工会議所が設立され、初代理事長に上原忠春前大使が、名誉顧問にティムラズ・レジャバ大使及び逢沢一郎日本・ジョージア友好議員連盟会長が就任。元大相撲力士の栃ノ心剛史、歌手の加藤登紀子、美容外科医の高須克弥らを招き設立記念式典が開催された。
2025年2月5日、週刊文春にてティムラズ・レジャバ大使がロシアと強いつながりがあるとされるジョージアの元首相ビジナ・イヴァニシヴィリ氏の長男A氏と非公式に会合し物品の手渡しなどを行っていたと報道された。この文春の報道はジョージアの大手メディアで翻訳され、EUの加盟を求めるジョージア国民の民意を妨害し米国から経済制裁を受けたイヴァニシヴィリ氏が制裁逃れのために外交郵便や外交特権を利用しているのではないかという大規模な疑惑に発展した。文春は"A氏"ことウタ・イヴァニシヴィリ氏も経済制裁の対象になりうると指摘し、日本が制裁逃れの場として利用されることに警鐘を鳴らした。

## シベリア抑留
第二次世界大戦後、トビリシに第236収容地区（グラーグ）が設置され、シベリア抑留を受けた日本人捕虜が遠路移送されてきた。捕虜は強制労働に従事した。

## 文化交流

### 食文化

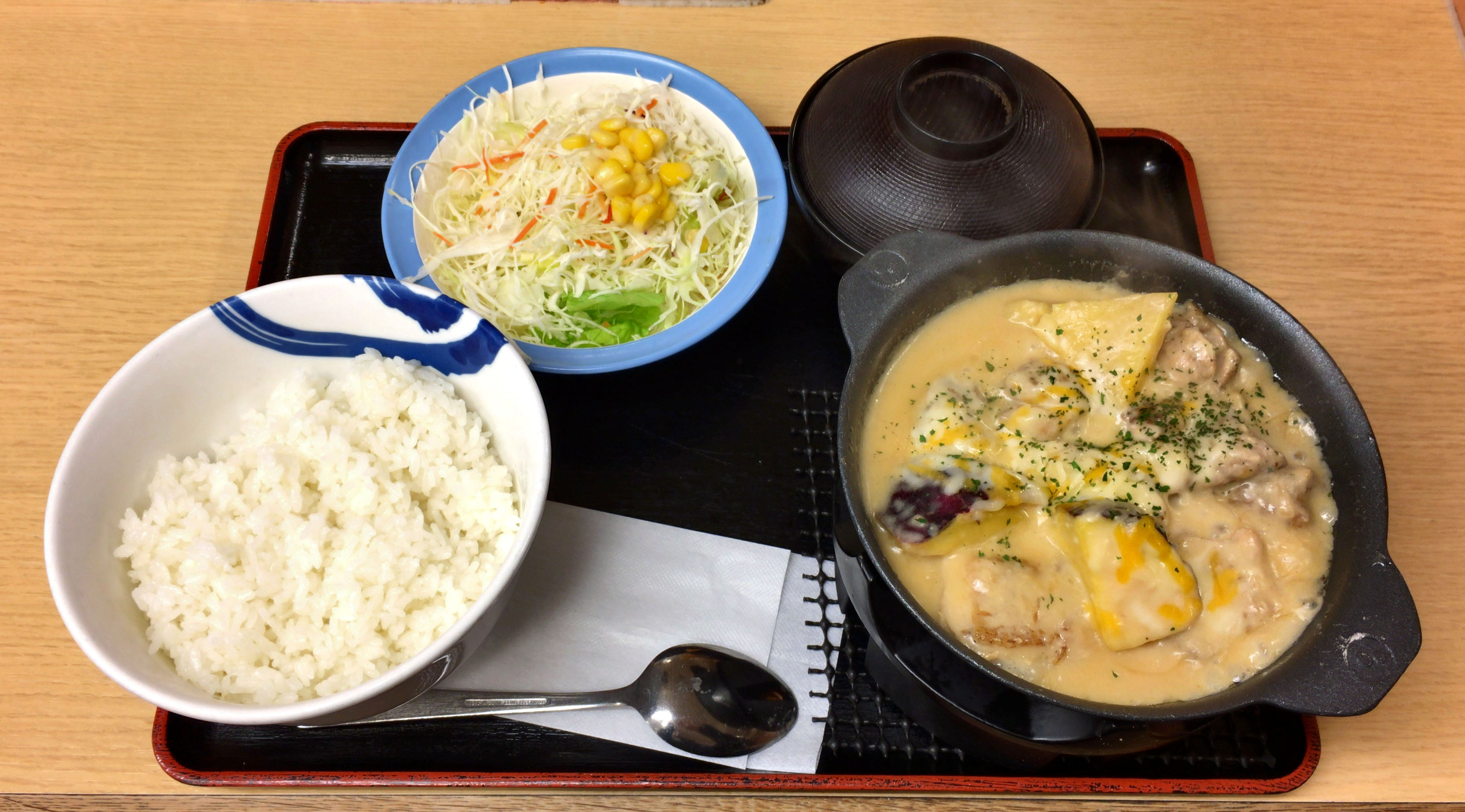
松屋 シュクメルリ鍋定食（2020年）

近年日本ではジョージア料理が話題となっている。
2019年12月に牛丼チェーンの松屋フーズが伝統的なジョージア料理であるシュクメルリの試験販売を行ったところ、ティムラズ・レジャバ駐日臨時代理大使（当時。後の特命全権大使）がSNS上で紹介するなど話題となった。2020年1月から2月まで全国販売され、2020年の「過去15年で復刻を望む料理」アンケートでは1位になり、実際に2021年に再販された。さらにファミリーマートや永谷園や日清食品などでシュクメルリ関連商品が売り出された。

### スポーツ

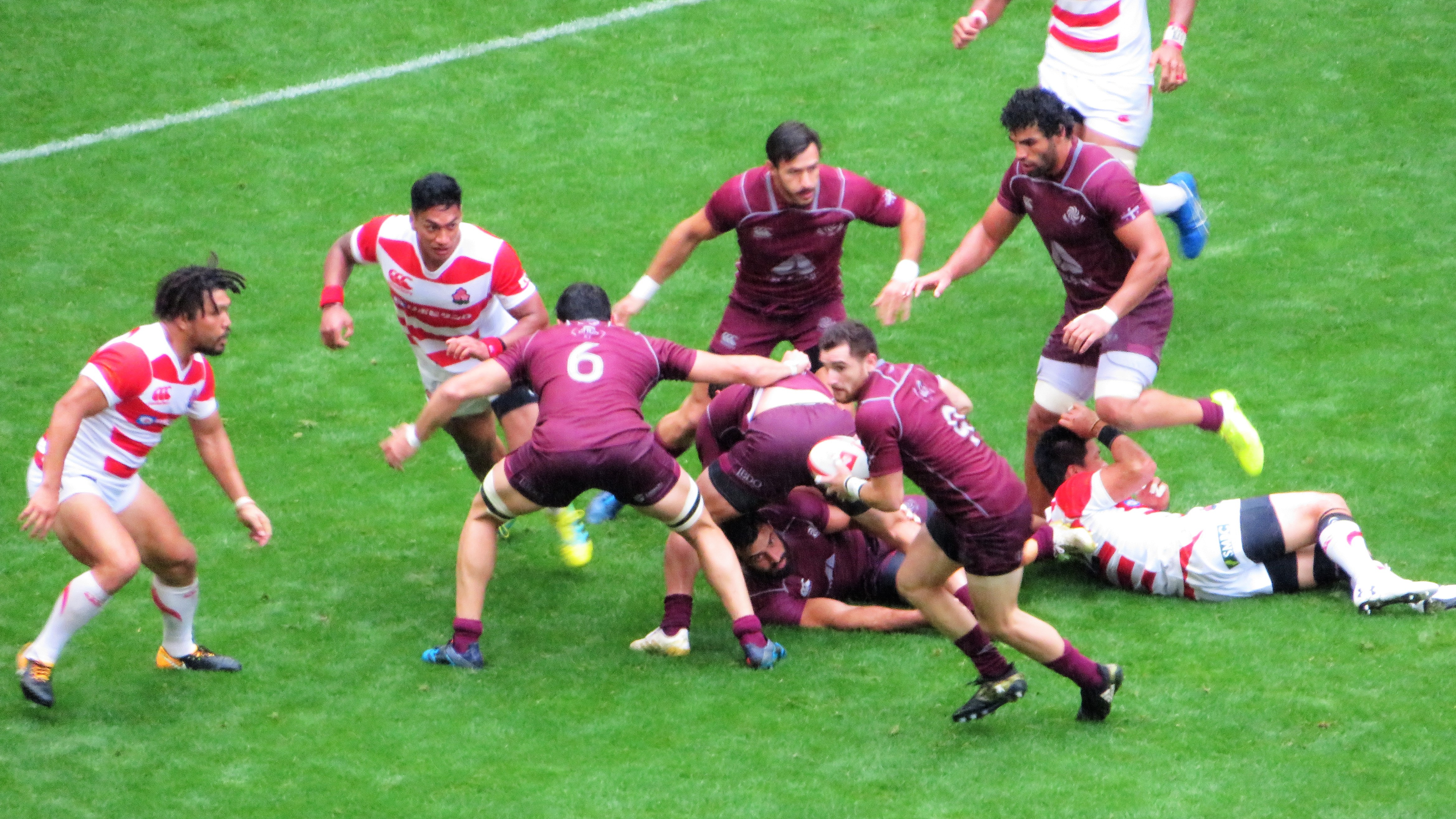
ラグビーユニオン競技で対戦するジョージア代表と日本代表（2018年6月）

ヨシフ・スターリンやシェワルナゼなど元首級の大物政治家を除くと、日本で最も有名なジョージア人は力士の黒海太がよく知られている。黒海は戦績こそ同郷の後輩である臥牙丸勝や栃ノ心剛史には及ばないものの、角界史上初のヨーロッパ人力士として入幕し（琴欧洲に先立つこと8ヶ月）、横綱の朝青龍を破ったことで大いに自身と祖国ジョージアの名を高らしめた。また極真空手出身でリングス所属の総合格闘家ビターゼ・タリエルなども格闘技ファンの間では有名である。そのほか、柔道も盛んである。
ラグビーにおいては、以前からフォワード第一列（プロップ、フッカー）の優秀な選手を輩出することで知られていたジョージアではあるが、日本代表との度重なるテストマッチの他、2018年シーズンより日本を本拠とするスーパーラグビーチーム、サンウルブズにジョージア代表のフッカー、ジャバ・ブレグヴァゼが加入したこともあり、日本国内のラグビーファンにとってジョージアは親しみのある存在になっている。

### 駐ジョージア日本大使

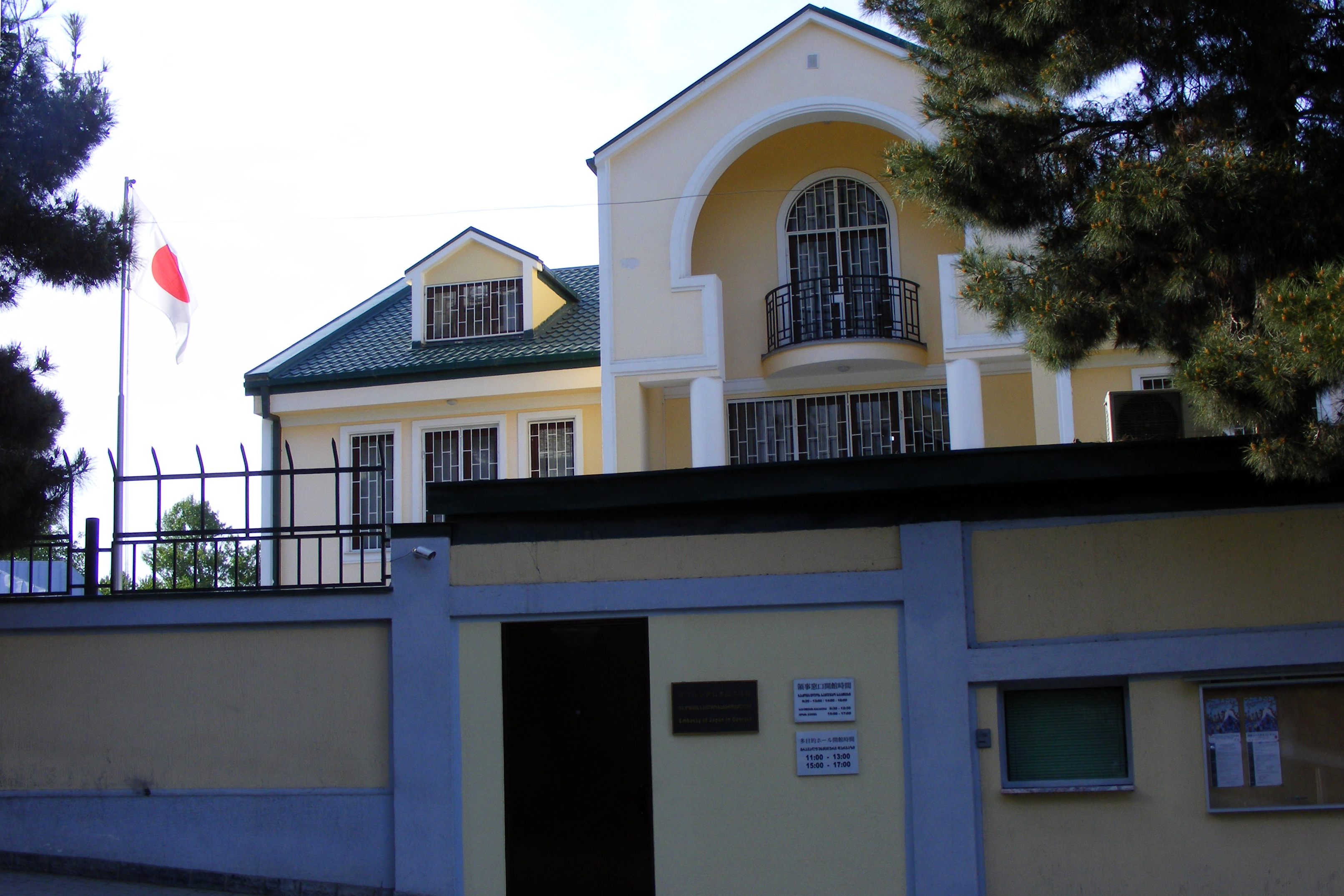
トビリシ市内にある在ジョージア日本国大使館（2012年4月）

## 外交使節

### 駐日ジョージア大使
| 代 | 氏名                       | 在任期間        | 官職名       | 備考                      |
| -- | -------------------------- | --------------- | ------------ | ------------------------- |
|    | ディビッド・ノザゼ         | 2006年 - 2008年 | 臨時代理大使 |                           |
| 1  | イワネ・マチャワリアニ     | 2008年 - 2009年 | 特命全権大使 | 信任状捧呈は2月8日 初代   |
|    | ニコロス・アプカザワ       | 2009年          | 臨時代理大使 |                           |
| 2  | レヴァズ・ベシッゼ         | 2009年 - 2013年 | 特命全権大使 | 信任状捧呈は2010年2月12日 |
|    | ノシュレワン・ロムタティゼ | 2013年 - 2014年 | 臨時代理大使 |                           |
| 3  | レヴァン・ツィンツァゼ     | 2014年 - 2019年 | 特命全権大使 | 信任状捧呈は3月12日       |
|    | アーチル・マチャバリアニ   | 2019年          | 臨時代理大使 |                           |
|    | ティムラズ・レジャバ       | 2019年 - 2021年 | 臨時代理大使 |                           |
| 4  | ティムラズ・レジャバ       | 2021年 -        | 特命全権大使 | 信任状捧呈は11月25日      |